# Trabzonspor
Trabzonspor je turski nogometni klub iz grada Trabzona. Osnovan je 2. kolovoza 1967. godine spajanjem nekoliko lokalnih klubova. Trabzonspor je osvajač sedam turskih prvenstava a prvo prvenstvo je osvojeno 1976. godine. Zanimljivo je da je ta sezona ujedno bila i debitantska godina za klub u prvoj ligi. Trabzonspor je sljedeće godine uspio obraniti naslov prvaka dok je 1978. bio drugi. Nakon toga klub je osvojio tri uzastopna prvenstva (1979., 1980. i 1981.). Klupske boje (od 1967. do danas) su bordo crvena i plava a Trabzonspor svoje domaće utakmice igra na stadionu Hüseyin Avni Aker.
Po broju osvojenih nacionalnih prvenstava i kupova, Trabzonspor je uvršten u "veliku tursku četvorku" s Galatasarayjem, Fenerbahçeom i Bešiktašem te je jedini neistanbulski klub iz te skupine. Trabzonspor je od svojeg osnutka osvojio oko 30 trofeja.

## Poznati igrači
| - Michael Petković - Hrvoje Čale - Drago Gabrić - Davor Vugrinec - Rigobert Song - Paweł Brożek |

## Vanjske poveznice
- Službena stranica kluba  Arhivirana inačica izvorne stranice od 25. veljače 2011. (Wayback Machine)